# Fairchild Swearingen Metroliner
Fairchild Swearingen Metroliner (раніше Swearingen Metro, а пізніше Fairchild Aerospace Metro) — 19-місний герметичний двотурбогвинтовий авіалайнер, спочатку виготовлений Swearingen Aircraft, а пізніше Fairchild Aircraft на заводі в Сан-Антоніо, штат Техас.

## Дизайн

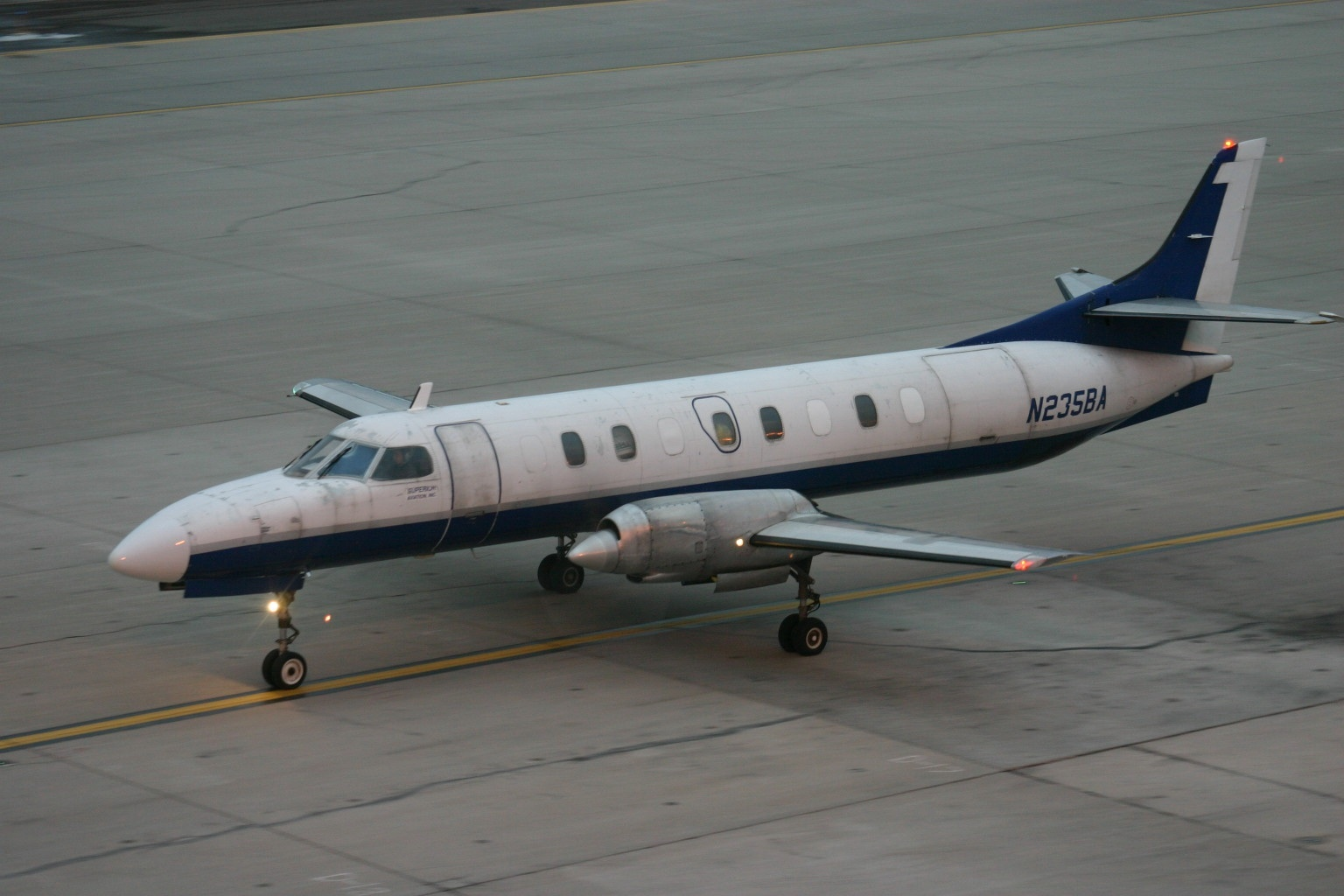
Metro II, переобладнаний для вантажів, із великими вантажними дверима з лівого боку ззаду.

Metroliner був еволюцією бізнес-літака Swearingen Merlin з турбогвинтовим двигуном. Ед Сверінген, техаський оператор постійної бази (FBO), розпочав розробки, які привели до Metro, шляхом поступових модифікацій бізнес-літаків Beechcraft Twin Bonanza та Queen Air, які він назвав Excalibur.
Потім були розроблені новий фюзеляж (але з подібним носом) і вертикальне оперення, а також урятовані та відремонтовані (мокрі) крила та горизонтальне оперення Queen Air, а також шасі Twin Bonanza; ним став SA26 Merlin, більш-менш герметичний Excalibur. Через наступні моделі (SA26-T Merlin IIA та SA26-AT Merlin IIB) двигуни були замінені на Pratt &amp; Whitney Canada PT6, а потім на турбогвинтові Garrett TPE331. Вони продавалися як бізнес-літаки на вісім-десять пасажирів.
Було побудовано абсолютно новий літак, названий SA226-T Merlin III, з новим носом, крилами, шасі, хрестоподібним горизонтальним оперенням і двигунами Garrett з перевернутим входом. Зрештою було спроєктовано частину Merlin III, яка вміщує 22 пасажири і названа SA226-TC Metro. Оскільки правила FAA обмежують авіалайнер не більше ніж 19 місцями, якщо немає стюардеси, літак був оптимізований для такої кількості пасажирів. Стандартними двигунами були два турбогвинтові двигуни TPE331-3UW, що приводили в рух трилопатеві гвинти. Корпоративна версія під назвою SA226-AT Merlin IVA також була представлена на ринку, і спочатку продажі цієї версії були приблизно вдвічі більші, ніж у Metro.

## Розробка

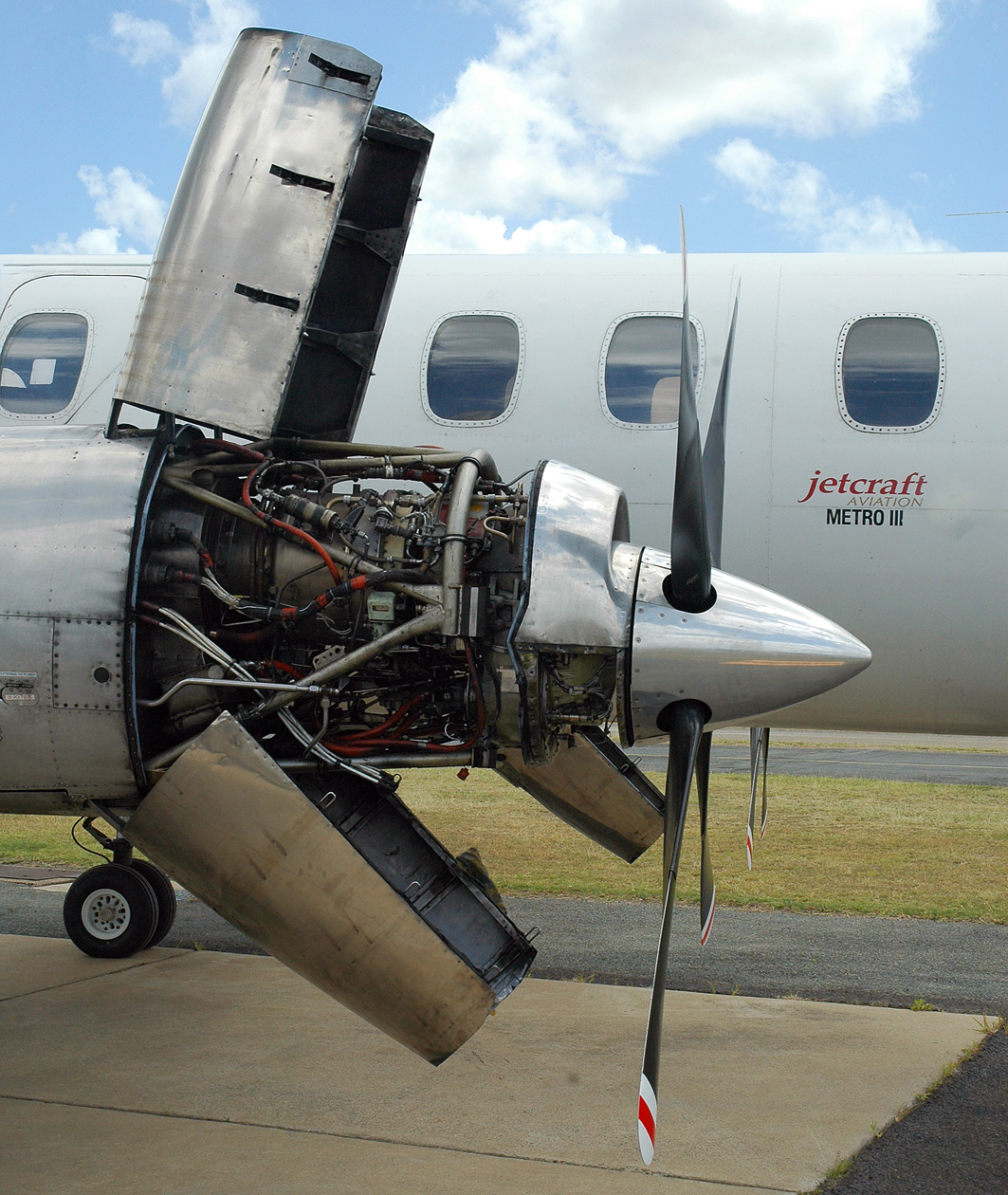
Установка Garrett TPE331

Будівництво прототипу Metro почалося в 1968 році, а перший політ відбувся 26 серпня 1969 року. На цьому етапі компанія Swearingen Aircraft зіткнулася з фінансовими труднощами, і наприкінці 1971 року Fairchild (яка займалася маркетингом Metro і будувала його крила та мотогондоли) купила 90% Swearingen, і компанію було перейменовано в Swearingen Aviation Corporation. Саме в цей момент компанія, яка раніше була безгрошова, змогла запустити Metro у виробництво.
У 1974 році оригінальні моделі Metro були замінені на SA226-TC Metro II після того, як було побудовано близько 20 Metro і близько 30 Merlin IVA. Серед внесених змін були збільшені квадратно-овальні вікна та додаткове положення для невеликої ракети RATO у хвостовому конусі, що пропонується для покращення характеристик зльоту з "гарячих і високих" аеродромів у разі несправність двигуна.
Максимальна вага Metro та Metro II була обмежена 12 500 фунтів (5 670 кг) у США та країнах, де використовуються імперські одиниці, і 5700 кг у країнах, де використовуються одиниці SI. Коли це обмеження було знято, Metro II було повторно сертифіковано як Metro IIA в 1980 році з максимальною вагою 13 100 фунтів (5 941 кг) і двигуни Metro II TPE331-3 замінені двигунами -10 підвищеної потужності.
Також спочатку у 1980 році сертифікований SA227-AC Metro III, для 14 000 фунтів (6350 кг), збільшений до 14 500 фунтів (6 577 кг) у міру модернізації двигунів і конструкцій. Було запропоновано досягти можливість 16 000 фунтів (7 257 кг). Зовні покращення, включені в Metro III, отримали 10 футів (3,05 m) збільшення розмаху крила, чотирилопатеві гвинти, перероблені капоти двигунів із «швидким доступом» і численні модифікації планера зі зменшенням лобового опору, включаючи дверцята шасі, які закривалися після висунення шасі.

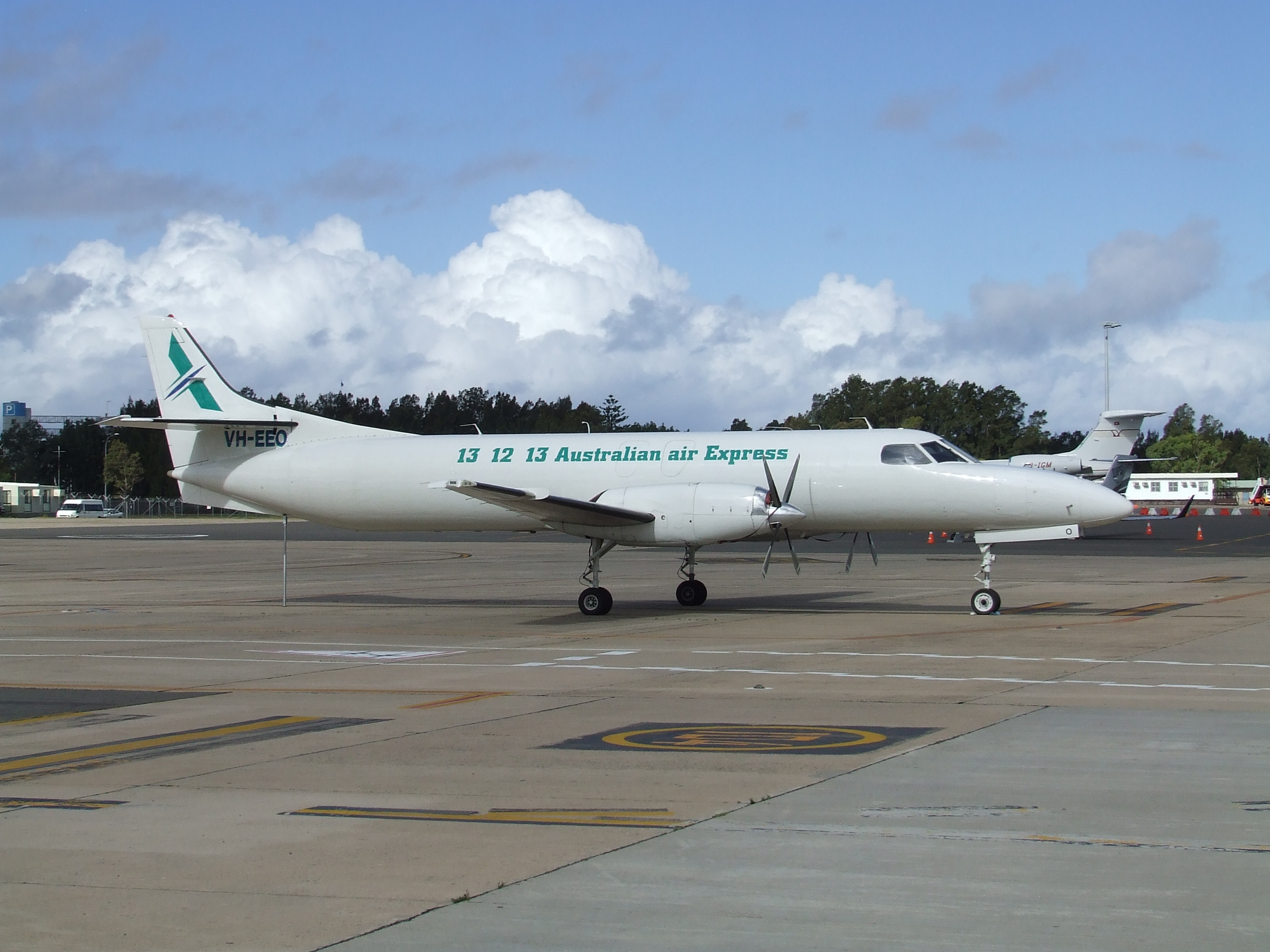
Спеціально побудований вантажний корабель SA227-AT Expediter без вікон кабіни

Знову була запропонована корпоративна версія як Merlin IVC (назву моделі було вибрано, щоб узгодити з сучасним короткофюзеляжним Merlin IIIC). Версія з посиленою підлогою і великою повною вагою була запропонована як вантажний літак під назвою Expediter. І Expediter, і Merlin IVC отримали позначення SA227-AT. Нарешті, через проблеми з надійністю двигунів Garrett у другій половині 1980-х років, було запропоновано Metro IIIA з двома турбогвинтовими двигунами Pratt &amp; Whitney Canada PT6 A-45R замість установок Garrett; однак жоден не був фактично доставлений. Спеціальною моделлю був SA227-BC Metro III, створений для мексиканської авіакомпанії AeroLitoral, яка отримала 15 із 18 випущених моделей.
Удосконалення, окрім Metro III, забезпечили кращі системи, більше потужності та подальше збільшення злітної ваги. Результатом цього проекту були моделі SA227 CC (для приміської категорії) і SA227-DC, які спочатку називалися Metro IV, а потім перейменовані на Metro 23, так як вони були розроблені для сертифікації згідно зі стандартами FAR Part 23 (Amandment 34). Також пропонувався Metro 23 EF із зовнішнім контейнером під нижньою частиною фюзеляжу для більшої місткості багажу, а також Expediter 23 і Merlin 23. SA227-CC була тимчасовою моделлю з двигунами TPE331-11U, їх було виготовлено лише кілька.

## Операційна історія

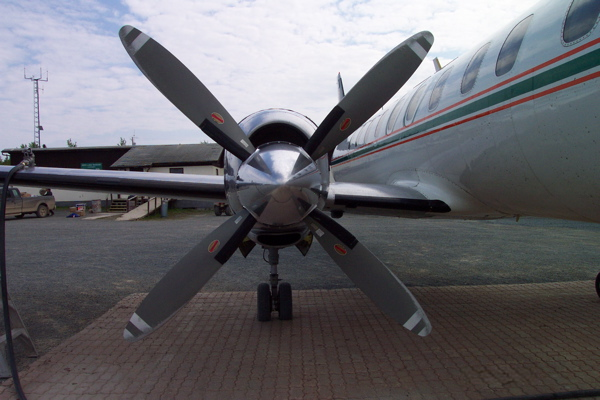
Однією з переваг модифікацій Perimeter Aviation було використання чотирилопатевого гвинта, який був менш сприйнятливим до каміння на гравійних злітно-посадкових смугах.

Дві оригінальні моделі Metro були доставлені в 1972 році компанії Société Minière de Bakwanga (MIBA) у Кіншасі, Заїр, першому клієнту, який ввів Metro в експлуатацію. Першою авіакомпанією, яка ввела їх в експлуатацію, була Commuter Airlines у січні 1973 року, а невдовзі після неї — Air Wisconsin.
Принаймні один літак Metro IIA літає в Канаді з Perimeter Aviation. Два SA227-CC сьогодні зареєстровані у канадського оператора Bearskin Lake Air Service Ltd, а ще два працюють у Новій Зеландії. П'ятий також літав з Bearskin Airlines, але був знищений під час зіткнення в повітрі в 1995 році.

## Варіанти

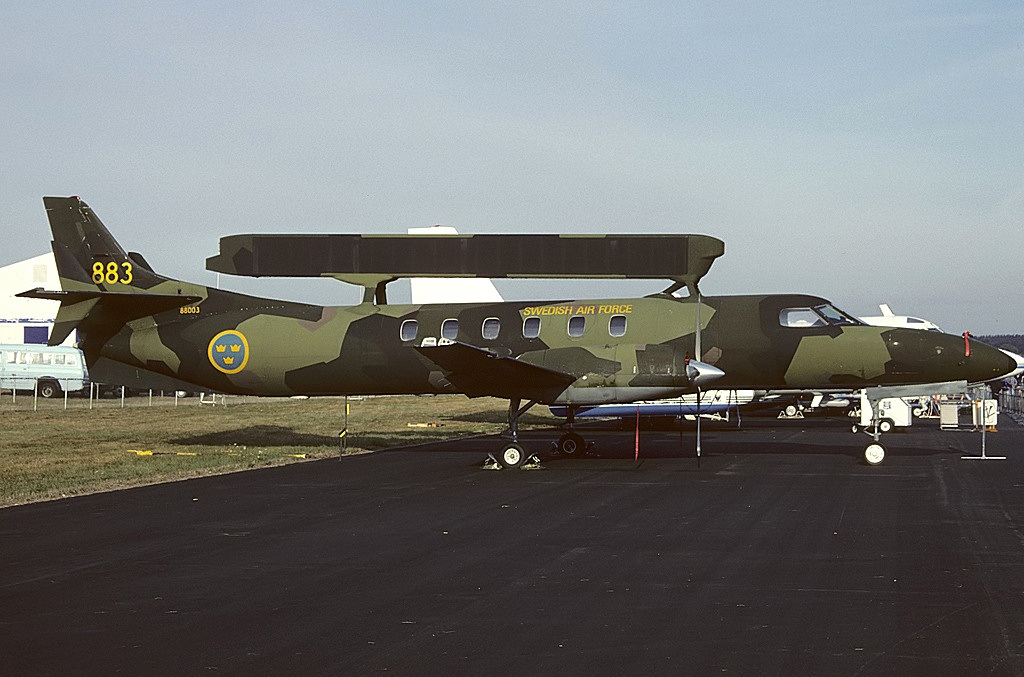
Цей Metro III використовувався у Швеції для випробувань Erieye /FS-890 AEW.

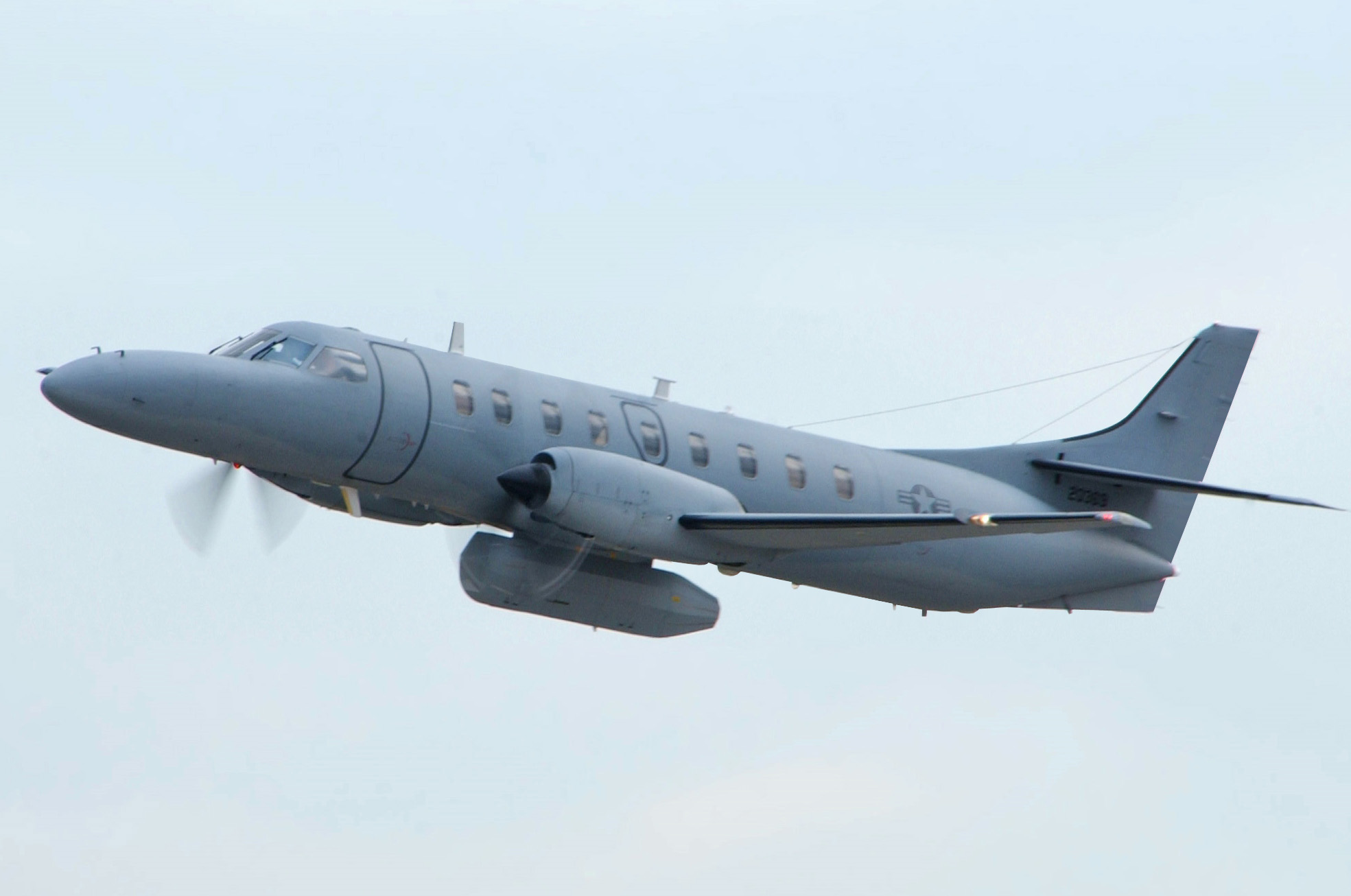
Fairchild RC-26 з підфюзеляжним радаром

### Серія SA226
- SA226-TC Metro та Metro II - 198 побудовано
- SA226-AT Merlin IVA - 56 побудований

### Серія SA227
- Metro III - 291 збудовано
  - SA227-AC - 273 виготовлено (11 для Збройних Сил США як C-26A)
  - SA227-BC - 18 побудованих (3 для Збройних Сил США як C-26B)
- SA227-AT - 43 побуд
  - Мерлін ІВЦ - 21 побуд
  - Експедитор - 22 побуд
- Метро 23 - 115 збудовано
  - SA227-CC - 5 побудовано
  - - 110 побудованих (37 для Збройних Сил США як C-26B)

### Військові
- Fairchild C-26 Metroliner - версії C-26A, C-26B і RC-26B для американських військових.
- TP 88 — Metro III (два літаки) передано ВПС Швеції для використання як VIP- транспорт. Перший був поставлений у 1984 році, а його замінив другий (TP 88B) у 1986 році та залишався у використанні до 1993 року. Третій, названий TP 88C, був придбаний у 1987 році та використовувався для випробувань AEW Erieye/FS-890.